# Las Lomas (Californie)
Las Lomas est une census-designated place (CDP) située dans le comté de Monterey, en Californie.